# Unterseeboot UC-77
Pour les autres navires du même nom, voir Unterseeboot 77.
L'Unterseeboot UC-77 est un sous-marin (U-Boot) mouilleur de mines allemand de type UC II utilisé par la Kaiserliche Marine pendant la Première Guerre mondiale. Le U-boot a été commandé le 12 janvier 1916 et lancé le 2 décembre 1916. Il a été mis en service dans la marine impériale allemande le 29 décembre 1916 sous le nom de UC-77. Au cours de 13 patrouilles, l'UC-77 a coulé 34 navires, soit par ses torpilles, soit par les mines qu’il a posées. L'UC-77 fut coulé par une mine au large des Flandres le 11 juillet 1918.

## Conception
Sous-marin de type UC II, l'UC-77 avait un déplacement de 415 tonnes en surface et de 498 tonnes en plongée. Il avait une longueur hors tout de 50,52 m, un maître-bau de 5,22 m et un tirant d'eau de 3,77 m. Le sous-marin était propulsé par deux moteurs diesel 6 cylindres à quatre temps produisant chacun 290 à 300 ch (210 à 220 kW), soit un total de 770 à 770 ch (430 à 440 kW), et par deux moteurs électriques produisant 770 ch (477 kW), actionnant deux arbres d'hélice.
Le sous-marin avait une vitesse maximale de 11,6 nœuds (21,5 km/h) en surface et de 7,3 nœuds (13,5 km/h) en immersion. Son autonomie était de de 8776 à 9450 milles marins (17740 à 17700 km) à 7 nœuds (13 km/h) en surface, et de 52 milles marins (96 km) à 4 nœuds (7,4 km/h) en immersion. Il lui fallait 48 secondes pour plonger, et il était capable d’opérer à une profondeur maximale de 50 mètres.
L'UC-77 était équipé de trois tubes lance-torpilles de 500 mm, un à l’arrière et deux à l’avant, avec sept torpilles, et d’un canon de pont de 8,8 cm SK L/30. Mais son arme principale était ses six puits de mine de 1000 mm portant dix-huit mines UC 200. Son effectif était de vingt-six membres d’équipage.

## Affectations
- I Flottille : du 5 mars au 4 juillet 1917
- Flottilles des Flandres / Flandern II : du 4 juillet 1917 au 14 juillet 1918

## Commandants
- Kapitänleutnant Reinhard von Rabenau : du 29 décembre 1916 au 29 janvier 1918
- Oberleutnant zur See Johannes Ries : du 30 janvier au 14 juillet 1918

## Navires coulés
| Date              | Nom                | Nationalité    | Tonnage | Destin    |
| ----------------- | ------------------ | -------------- | ------- | --------- |
| 24 mars 1917      | Grenmar            | Norvège        | 1438    | Coulé     |
| 25 mars 1917      | Prince of Wales    | United Kingdom | 158     | Coulé     |
| 27 mars 1917      | Galatia            | United Kingdom | 150     | Coulé     |
| 27 mars 1917      | Nova               | Norvège        | 1034    | Coulé     |
| 27 mars 1917      | Sandvik            | Norvège        | 591     | Coulé     |
| 28 mars 1917      | Moulmein           | United Kingdom | 151     | Coulé     |
| 28 mars 1917      | Tizona             | Norvège        | 1021    | Coulé     |
| 30 mars 1917      | Petrel             | United Kingdom | 151     | Coulé     |
| 3 mai 1917        | Glen Tanar         | United Kingdom | 817     | Coulé     |
| 4 mai 1917        | Herrington         | United Kingdom | 1258    | Coulé     |
| 4 mai 1917        | Vale               | Norvège        | 720     | Coulé     |
| 4 mai 1917        | Wolseley           | United Kingdom | 159     | Endommagé |
| 5 mai 1917        | Odense             | Danemark       | 1756    | Coulé     |
| 6 mai 1917        | Kaparika           | Norvège        | 1232    | Coulé     |
| 3 juin 1917       | Virgilia           | United Kingdom | 209     | Coulé     |
| 6 juin 1917       | Anton              | Suède          | 1568    | Coulé     |
| 6 juin 1917       | Harald Klitgaard   | Danemark       | 1799    | Coulé     |
| 11 juillet 1917   | Vordingborg        | Danemark       | 2155    | Coulé     |
| 13 juillet 1917   | Ascain             | France         | 1686    | Coulé     |
| 8 août 1917       | Berlengas          | Portugal       | 3548    | Coulé     |
| 11 août 1917      | Sonnie             | United Kingdom | 2642    | Coulé     |
| 7 septembre 1917  | Scottish Prince    | United Kingdom | 2897    | Endommagé |
| 10 septembre 1917 | Ioanna             | United Kingdom | 3459    | Endommagé |
| 15 octobre 1917   | Leander            | United Kingdom | 2793    | Endommagé |
| 19 octobre 1917   | Eldra              | United Kingdom | 227     | Coulé     |
| 17 novembre 1917  | Adolph Andersen    | Danemark       | 981     | Coulé     |
| 18 novembre 1917  | Antwerpen          | United Kingdom | 1637    | Coulé     |
| 18 novembre 1917  | Gisella            | United Kingdom | 2502    | Coulé     |
| 19 novembre 1917  | Amiral Zédé        | France         | 5980    | Coulé     |
| 19 novembre 1917  | Clangula           | United Kingdom | 1754    | Coulé     |
| 19 novembre 1917  | Robert Brown       | United Kingdom | 119     | Coulé     |
| 30 novembre 1917  | Remorqueur n° 8    | France         | 250     | Coulé     |
| 7 mars 1918       | Cliffside          | United Kingdom | 4969    | Endommagé |
| 10 mars 1918      | Skrymer            | Norvège        | 1476    | Coulé     |
| 18 mars 1918      | Baygitano          | United Kingdom | 3073    | Coulé     |
| 15 avril 1918     | City of Winchester | United Kingdom | 7981    | Endommagé |
| 15 avril 1918     | Pomeranian         | United Kingdom | 4241    | Coulé     |
| 6 juin 1918       | Huntsland          | United Kingdom | 2871    | Coulé     |
| 9 juin 1918       | Moidart            | United Kingdom | 1303    | Coulé     |
| 10 juin 1918      | Saint Barthélemy   | France         | 1476    | Endommagé |
| 14 juin 1918      | HMT Princess Olga  | Royal Navy     | 245     | Coulé     |